# Leonard Isaacs
Leonard Isaacs (* 3. Januar 1909 in Manchester; † 6. Dezember 1997 in Winnipeg/Manitoba) war ein englisch-kanadischer Pianist, Musikpädagoge und Komponist.

## Leben und Wirken
Isaacs war der Sohn des englischen Pianisten und Komponisten Edward Isaacs. Er studierte von 1925 bis 1929 am Royal College of Music (RCM) Klavier bei Herbert Fryer, Komposition bei Gordon Jacob, Harmonielehre bei Frank Probyn und Dirigieren bei Malcolm Sargent. Seine Klavierausbildung setzte er an der École normale de musique de Paris bei Alfred Cortot (Diplom 1930) und privat in Berlin bei Egon Petri fort. Am RCM erlangte er 1934 den Bachelorgrad.
1931–32 trat er in Kanada als Pianist auf und dirigierte an der English Light Opera. Von 1936 bis 1963 arbeitete er in verschiedenen Funktionen für die BBC, u. a. als musikalischer Leiter der Dritten Programme (1950–54) und des Home Service (1954–63). In dieser Zeit war er viermal (1953, 1957, 1960 und 1963) Juror bei den Federation of Canadian Music Festivals.
Isaacs zog 1963 nach Kanada und erhielt zehn Jahre später die kanadische Staatsbürgerschaft. Dort unterrichtete er an der School of Music der University of Manitoba, die er von 1963 bis 1974 auch leitete. Danach lehrte er bis 1975 als Gastprofessor an der University of Calgary und gab Kurse an der Carleton University und am Banff Centre for the Arts. An der University of Manitoba wurde er 1982 emeritiert. In den 1970er Jahren moderierte er verschiedene Musiksendungen im Radioprogramm der CBC, u. a. Canadian Concert Hall, New Records, In Concert, Chamber Music und The Human Bach.
Beim Verlag Schott Music erschienen 1959 seine Four French Canadian Folk Songs für Sopran und Harfe oder Klavier. Er komponierte außerdem Klavierduette und Trios und arrangierte Johann Sebastian Bachs Kunst der Fuge. Dieses Arrangement wurde vom Ensemble Philomusica of London unter Leitung von George Malcolm, dem CBC String and Woodwind Ensemble unter Leitung von Alexander Brott und von einer Streicher- und Holzbläsergruppe unter Isaacs’ Leitung aufgenommen. Isaacs war bis 1997 als Musiker und Lehrer aktiv.